# Xylophylla punctifascia
Xylophylla punctifascia är en fjärilsart som beskrevs av John Henry Leech 1900. Xylophylla punctifascia ingår i släktet Xylophylla och familjen nattflyn. Inga underarter finns listade i Catalogue of Life.